# Gaspard Jean Joseph Lesage-Senault
Gaspard Jean Joseph Lesage-Senault, né le 22 septembre 1739 à Lille, mort le 30 avril 1823 à Tournai (Royaume uni des Pays-Bas, actuellement en Belgique), est un homme politique de la Révolution française. 

## Biographie
La monarchie constitutionnelle mise en application par la constitution du 3 septembre 1791 prend fin à l'issue de la journée du 10 août 1792 : les bataillons de fédérés bretons et marseillais et les insurgés des faubourgs de Paris prennent le palais des Tuileries. 
En septembre 1792, Gaspard Lesage-Senault, alors administrateur du directoire de Lille, est élu député du département du Nord, le sixième sur douze, à la Convention nationale. Il ne saurait être confondu avec son collègue homonyme Denis-Toussaint Lesage, député d'Eure-et-Loir. 

Il siège sur les bancs de la Montagne. Lors du procès de Louis XVI, il vote la mort et rejette l'appel au peuple et le sursis à l'exécution. Il déclare lors du deuxième appel nominal relatif à l'appel au peuple : 
Comme nous avons été envoyés pour secourir la République et non pour susciter la guerre civile, je dis non [...].
Il précise lors du troisième appel relatif à la peine à infliger au roi :
Un juge national, un citoyen libre, ne peut pas ne pas condamner le tyran à mort. Je demande qu'il soit exécuté dans les vingt-quatre heures.
Le 9 mars 1793, Gaspard Lesage-Senault est envoyé en mission aux côtés de Lazare Carnot (député du Pas-de-Calais) dans les départements du Nord et du Pas-de-Calais. Le 13 avril, il est donc absent lors du scrutin sur la mise en accusation de Jean-Paul Marat. Le 28 mai, de retour de sa mission, il vote contre le rétablissement de la Commission des Douze.
Après la chute de Robespierre, Lesage-Senault siège sur les bancs des derniers Montagnards. Lors de l'insurrection du 12 germinal an III (1er avril 1795), alors que les anciens membres du Comité de Salut public (Bertrand Barère, Jacques-Nicolas Billaud-Varennes et Jean-Marie Collot-d'Herbois) sont déportés sur l'île d'Oléron, il signe la demande d'appel nominal.
En brumaire an IV (octobre 1795), sous le Directoire, Gaspard Lesage-Senault est réélu député et siège au Conseil des Cinq-Cents. Il est tiré au sort pour quitter le Conseil le 1er prairial an V (le 20 mai 1797). 
Opposé au coup d'État du 18 Brumaire, il est déporté en Charente-Maritime et reste à l'écart sous le Premier Empire. Frappé par la loi de 1816 contre les régicides, il meurt en exil en Belgique.

## Sources
1. ↑  Claveau, Louis, Ducom, André Jean (1861-1923), Lataste, Lodoïs (1842-1923) et Pionnier, Constant (1857-1924), « Archives parlementaires de 1787 à 18607, Première série, tome 52, Liste des députés par départements » , sur https://gallica.bnf.fr, 1897 (consulté le 1er février 2025)
2. ↑  Claveau, Louis, Ducom, André Jean (1861-1923), Lataste, Lodoïs (1842-1923) et Pionnier, Constant (1857-1924), « Archives parlementaires de 1787 à 1860, Première série, tome 57, séance du 15 janvier 1793 » , sur https://gallica.bnf.fr, 1900 (consulté le 1er février 2025)
3. ↑  Claveau, Louis, Ducom, André Jean (1861-1923), Lataste, Lodoïs (1842-1923) et Pionnier, Constant (1857-1924), « Archives parlementaires de 1787 à 1860, Première série, tome 57, séances du 16 et du 17 janvier 1793 » , sur https://gallica.bnf.fr, 1900 (consulté le 1er février 2025)
4. ↑  Aulard, François-Alphonse (1849-1928), « Recueil des actes du Comité de salut public, avec la correspondance officielle des représentants en mission et le registre du conseil exécutif provisoire. Tome 2 » , sur https://gallica.bnf.fr, 1889 (consulté le 1er février 2025)
5. ↑  Claveau, Louis, Ducom, André Jean (1861-1923), Lataste, Lodoïs (1842-1923) et Pionnier, Constant (1857-1924), « Archives parlementaires de 1787 à 1860, Première série, tome 62, séance du 13 avril 1793 » , sur https://gallica.bnf.fr, 1902 (consulté le 1er février 2025)
6. ↑  Claveau, Louis, Ducom, André Jean (1861-1923), Lataste, Lodoïs (1842-1923) et Pionnier, Constant (1857-1924), « Archives parlementaires de 1787 à 1860, Première série, tome 65, séance du 28 mai 1793 » , sur https://gallica.bnf.fr, 1904 (consulté le 1er février 2025)
7. ↑  Françoise Brunel, « Les derniers Montagnards et l'unité révolutionnaire », Annales historiques de la Révolution française, vol. 229, no 1,‎ 1977, p. 385–404 (DOI 10.3406/ahrf.1977.1009, lire en ligne, consulté le 1er février 2025)
8. ↑  Gazette nationale ou le Moniteur universel n°167, « Conseil des Cinq-Cents et Conseil des Anciens, séance du 15 ventôse an V (5 mars 1797) » , sur https://gallica.bnf.fr, 17 ventôse an 5 (7 mars 1797) (consulté le 1er février 2025)

- « Gaspard Jean Joseph Lesage-Senault », dans Adolphe Robert et Gaston Cougny, Dictionnaire des parlementaires français, Edgar Bourloton, 1889-1891 [détail de l’édition]